# Szczelina w Małych Koryciskach

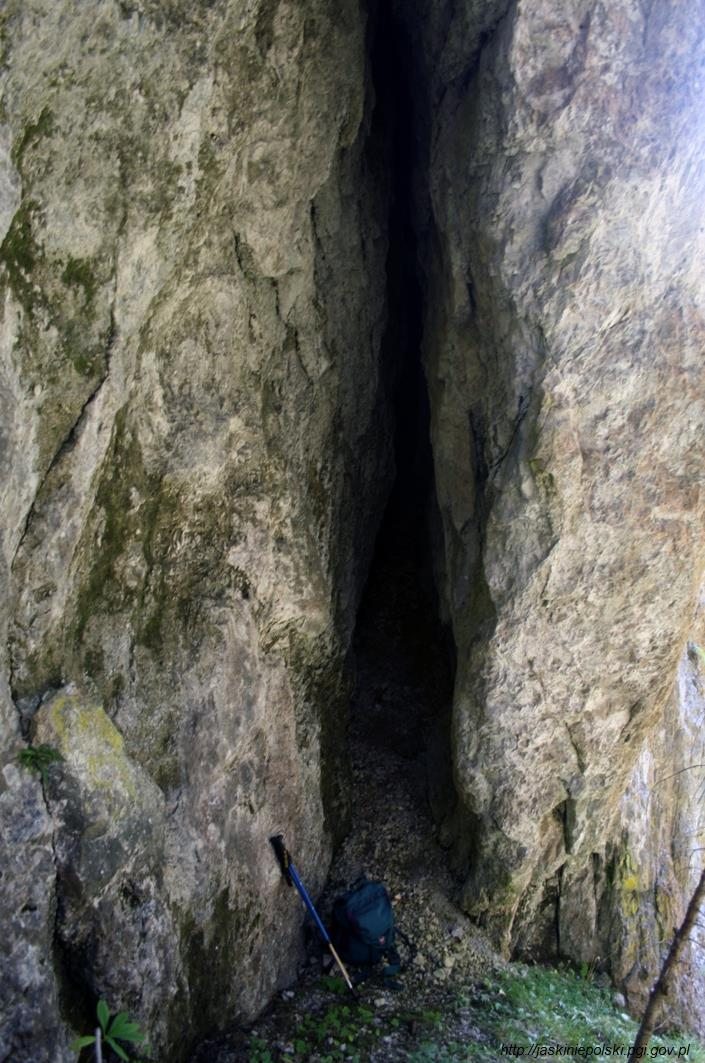
Otwór jaskini

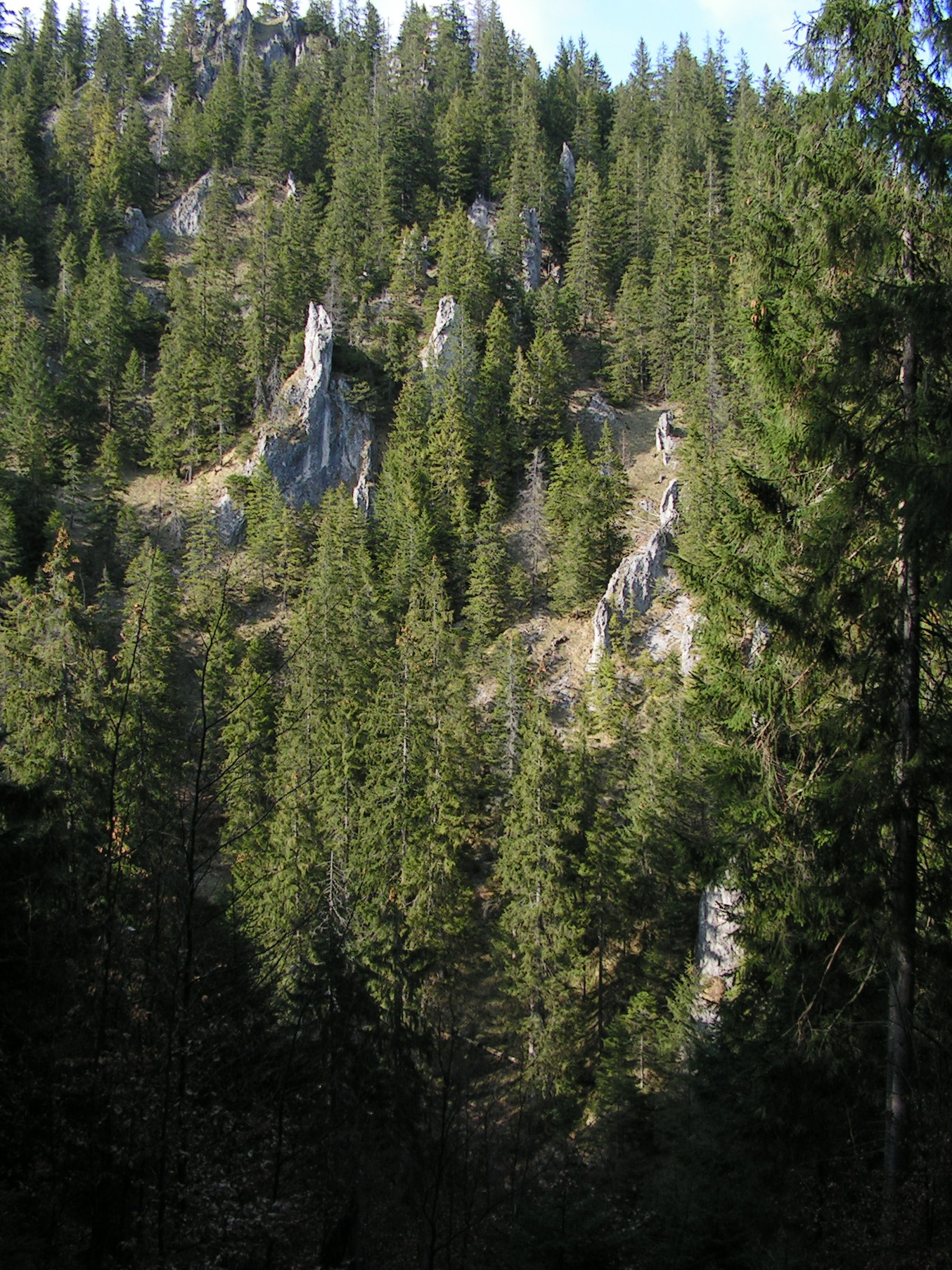
Skałki na zboczu Małych Korycisk

Szczelina w Małych Koryciskach – jaskinia, a właściwie schronisko, w Dolinie Chochołowskiej w Tatrach Zachodnich. Wejście do niej znajduje się w górnej części Małych Korycisk, na wysokości 1030 metrów n.p.m. Długość jaskini wynosi 6 metrów, a jej deniwelacja 2,5 metrów.

## Opis jaskini
Jaskinię stanowi szczelinowy, prosty, idący do góry korytarz zaczynający się w bardzo wysokim, szczelinowym otworze wejściowym i kończący ślepo po 6 metrach.

## Przyroda
W jaskini można spotkać nacieki grzybkowe. Zamieszkują ją nietoperze. Ściany są suche, brak jest na nich roślinności.

## Historia odkryć
Jaskinia była prawdopodobnie znana od dawna. Jej pierwszy plan sporządził W. W. Wiśniewski w 1990 roku.